# Hauptfriedhof Mülheim an der Ruhr

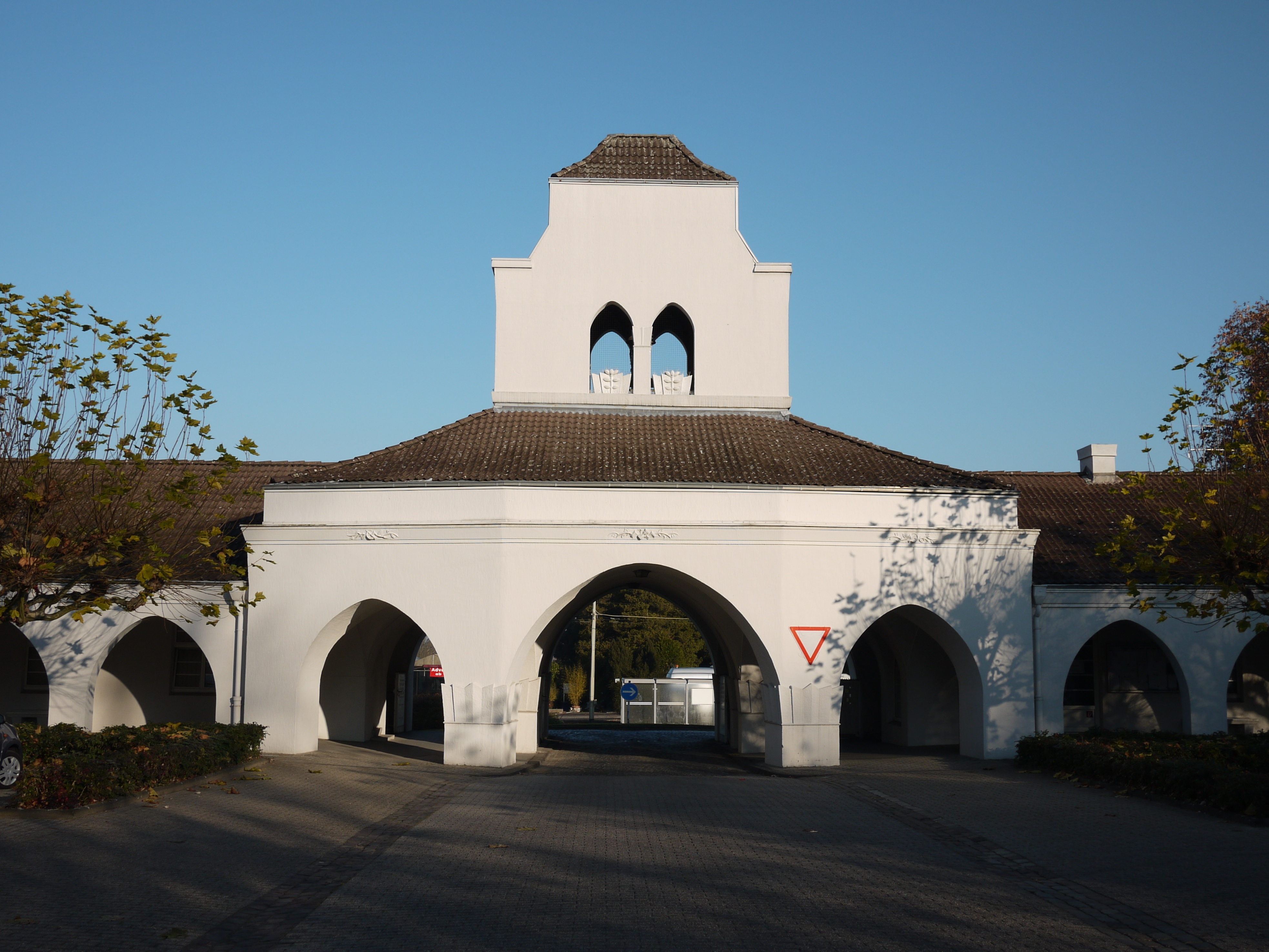
Das denkmalgeschützte Hauptportal

Der Hauptfriedhof ist mit etwa 45 Hektar der größte Friedhof in Mülheim an der Ruhr. Das um 1928 von dem Architekten Theodor Suhnel erbaute und 1984–1986 restaurierte Portal steht unter Denkmalschutz. Der Hauptfriedhof ist Teil der Themenroute 23 Parks und Gärten der Route der Industriekultur.

## Geschichte
Nachdem der Altstadtfriedhof Anfang des 20. Jahrhunderts zu klein wurde, wurde der Hauptfriedhof 1915 auf einem ehemaligen Exerzierplatz angelegt und am 15. April 1916 eröffnet. Die Anlage wurde von den Landschaftsarchitekten Friedrich Bauer und Walter Günther aus Magdeburg geplant. Der Friedhof wurde 1924 erweitert. Im Jahr 1978 erfolgte eine erneute Erweiterung nach Plänen der Landschaftsarchitekten Gustav und Rose Wörner.

## Der Hauptfriedhof heute

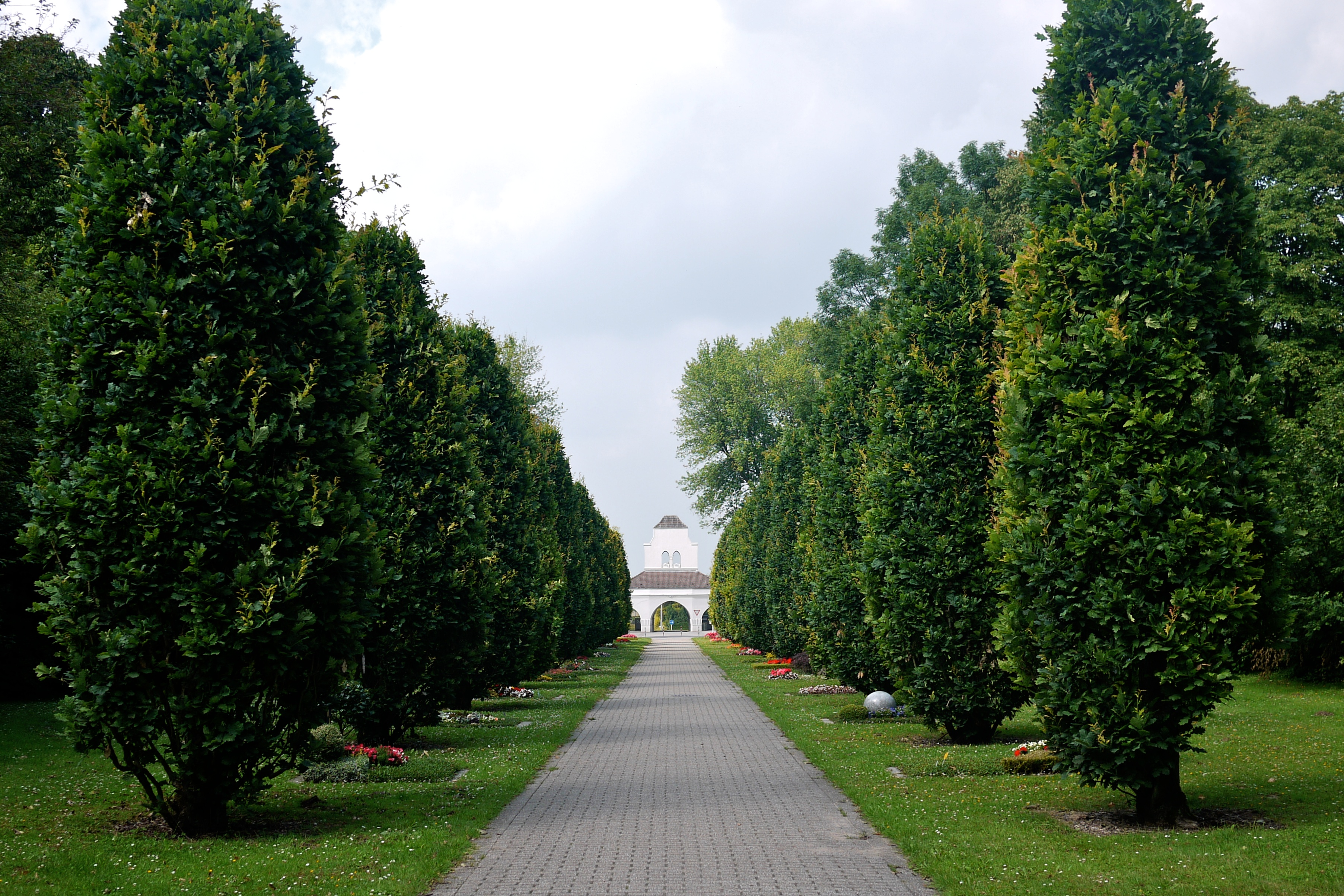
Blick entlang der Hauptachse zum Portal

Optisch prägend ist die Hauptachse in Form einer vom Haupteingang ausgehenden 300 Meter langen Allee. Sehenswert sind auch die Waldbereiche mit exotischen Bäumen.
Der Friedhof weist seit dem 13. Juni 1996 ein Grabfeld von etwa 1000 Quadratmetern für islamische Bürger auf.

## Persönlichkeiten und bedeutende Grabstätten
- Kriegsgräberstätte
- Erich Endlein, katholischer Pfarrer
- Augustin Floßdorf, katholischer Pfarrer und Gegner des NS-Regimes
- Franz Hofer, NSDAP-Gauleiter von Tirol-Vorarlberg
- Paul Lembke, Oberbürgermeister und Ehrenbürger[5]
- Theodor Suhnel, Architekt
- Hans Tropsch, Chemiker[6]
- Otto Weiß, Verwaltungsjurist und Gegner des NS-Regimes
- Karl Ziegler, Chemiker und Nobelpreisträger
- Ernst Rasche, Bildhauer

## Lage
Haupteingang: Zeppelinstraße 130 bis 136, Mülheim-Holthausen

## Artenvielfalt
Dieser Friedhof ist ein Hotspot der Artenvielfalt in Mülheim. Nach aktuellem Kenntnisstand wurden in den Jahren von 2018 bis 2021 durch die Biologische Station Westliches Ruhrgebiet insgesamt bereits 311 wildwachsende verschiedene Pflanzenarten nachgewiesen, welches im Verhältnis zur Gesamtflora Nordrhein-Westfalens ein gutes Sechstel ausmacht. Darunter befinden sich zahlreiche seltene und gefährdete Arten. Der Friedhof hat zudem aufgrund seiner Struktur- und Biotopvielfalt eine große Bedeutung für Vögel, Säugetiere (Fledermäuse) und Insekten.